# Lothar I. (Frankenreich)

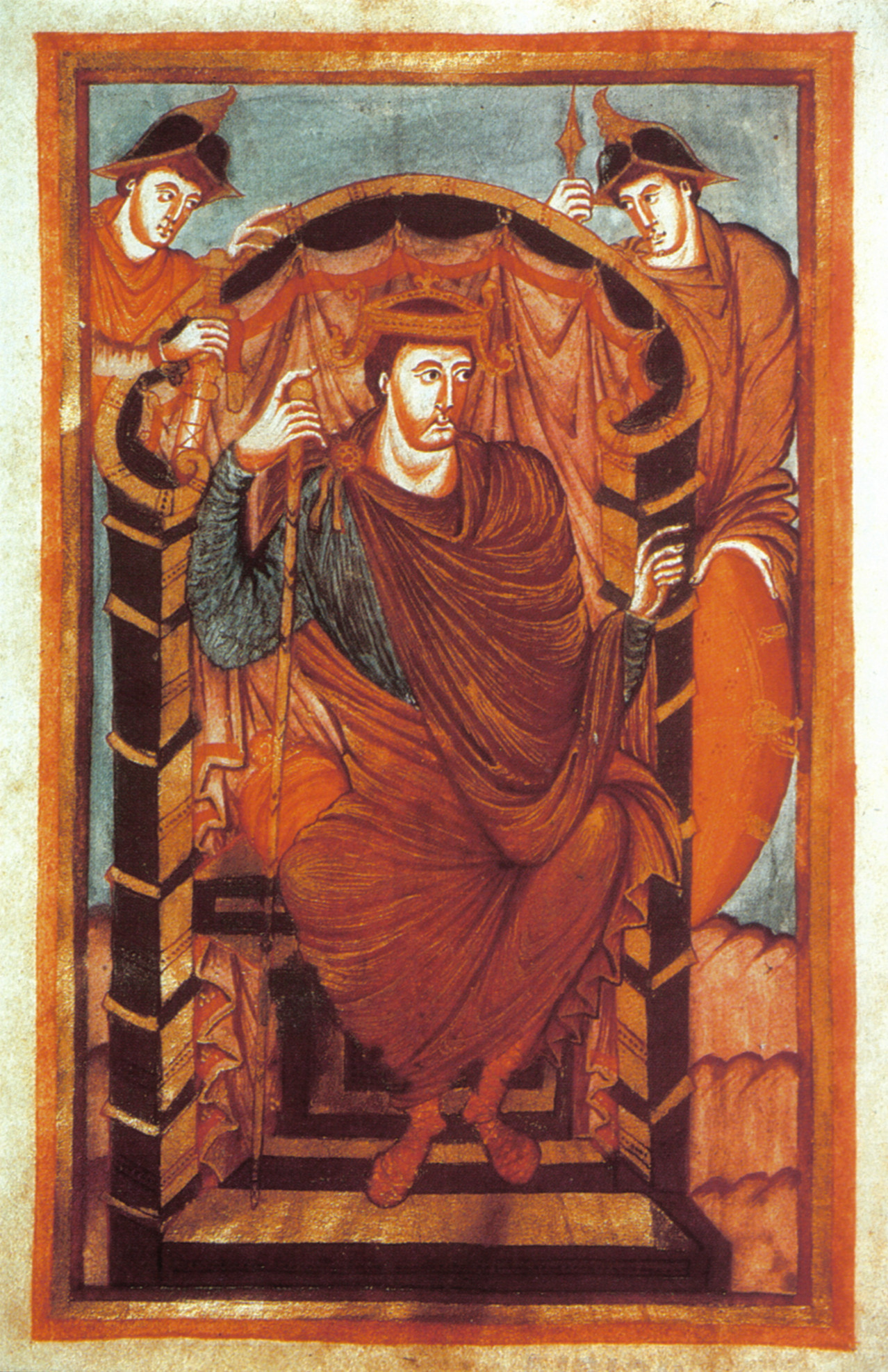
Lothar I. in einem Evangeliar Lothars I., Tours, entstanden zwischen 849 und 851, heute in der Bibliothèque nationale de France, Paris

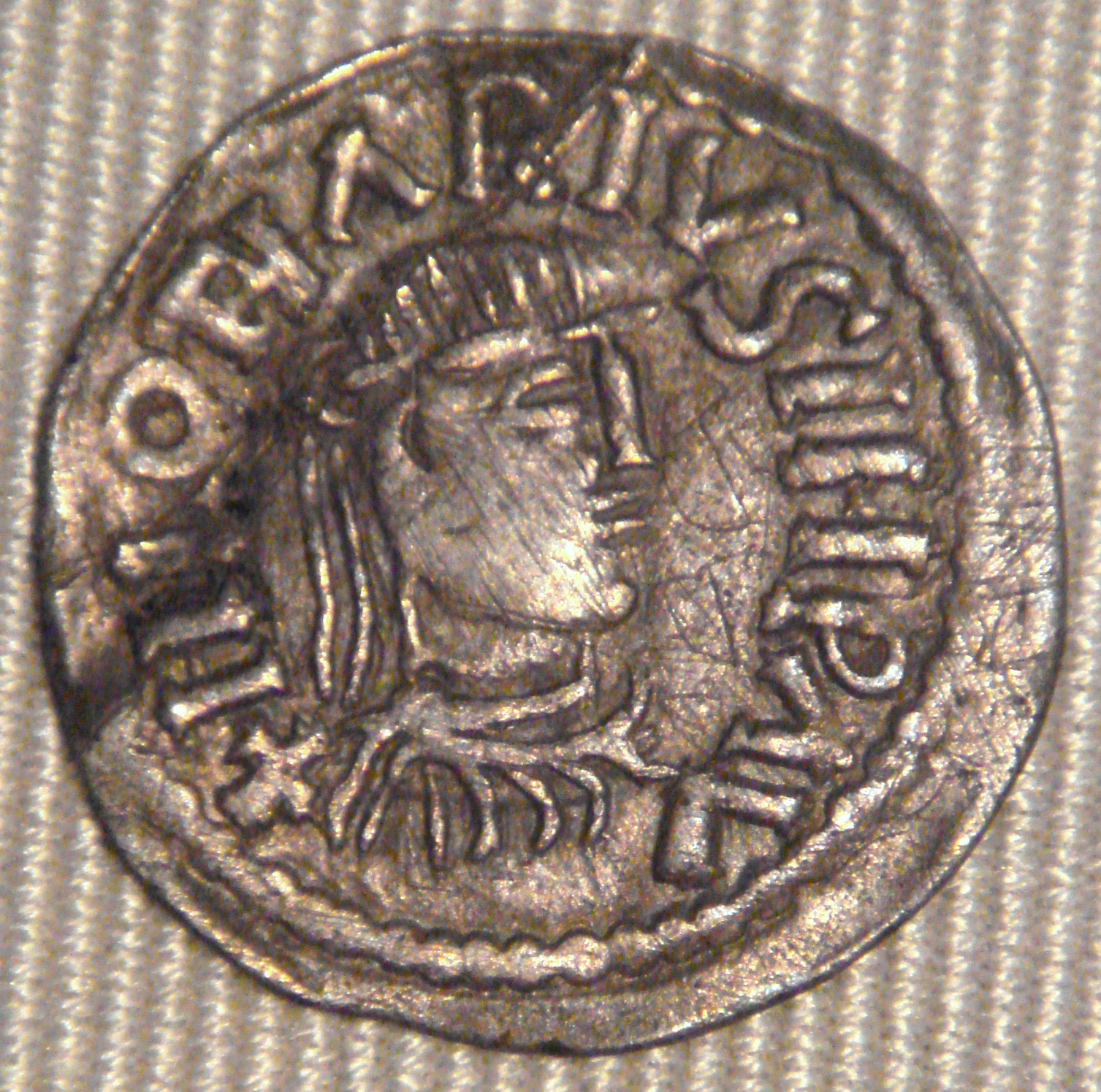
Silberpfennig (Denarius) mit dem Porträt Kaiser Lothars I.

Die Teilung von Prüm 855

Lothar I. (* 795; † 29. September 855 in der Abtei Prüm) war von 814 bis 817 König von Bayern, von 817/823 bis 855 römischer Kaiser (bis 840 als Mitkaiser), von 822 bis 855 (Unter-)König von Italien (König der Langobarden) und von 843 bis 855 König des fränkischen Lotharii Regnum („Mittelreich“).

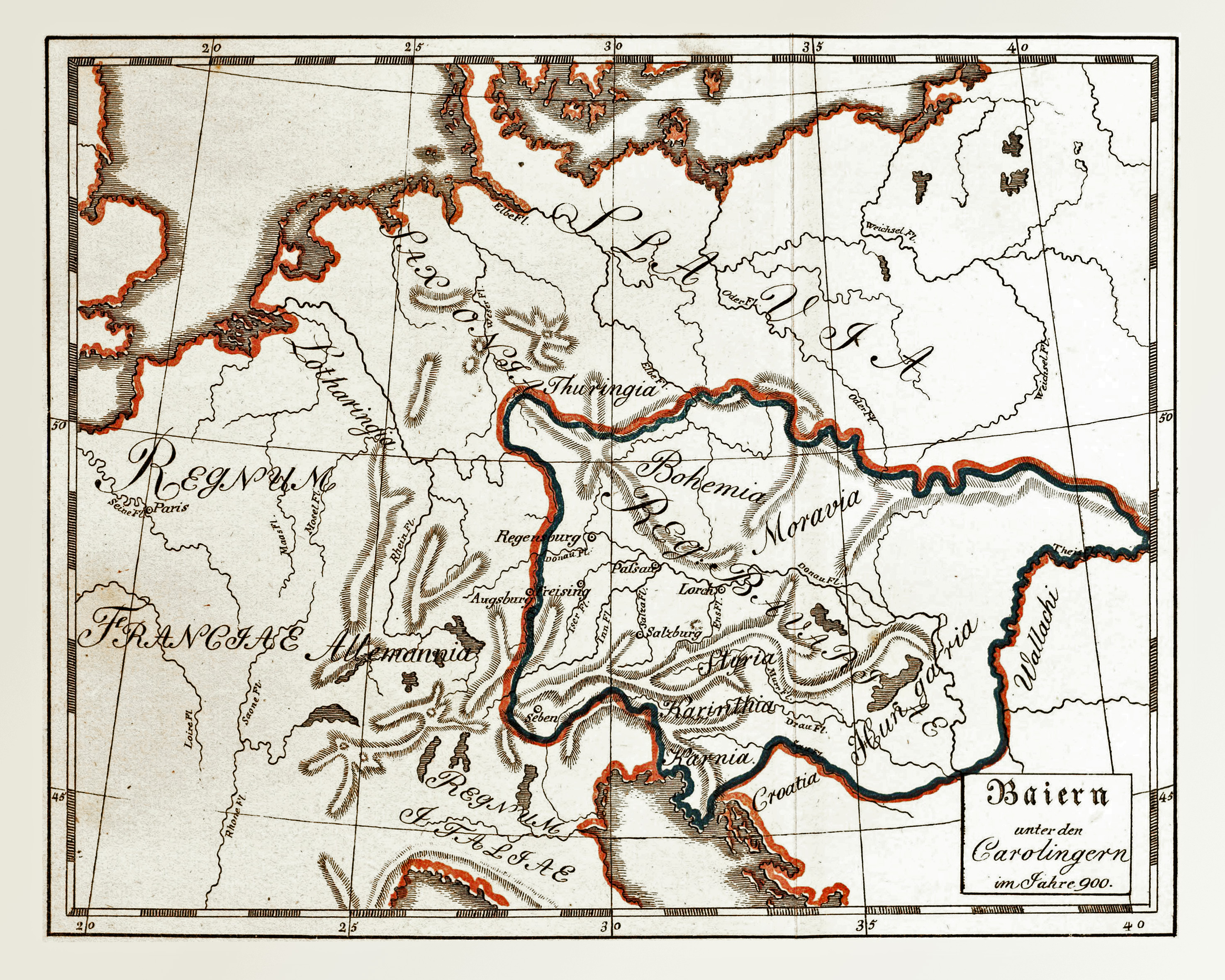
Baiern unter den Carolingern

## Leben
Lothar war der älteste Sohn Ludwigs des Frommen und dessen Ehefrau Irmingard. Er gehörte somit zum Adelsgeschlecht der Karolinger. Seit August 814 regierte er Bayern und im Juli 817 wurde er bei der Teilung des Reichs durch Ludwig den Frommen Mitkaiser. Mitte Oktober 821 vermählte er sich in Diedenhofen mit Irmingard von Tours, Tochter des Grafen Hugo von Tours. 822 erhielt er auch Italien und ein Jahr später zu Ostern, am 5. April 823, von Papst Paschalis I. die Kaiserkrone.
Im November 824 erließ er die Konstitution Lothars, Constitutio Romana, die die Rechte des Kaisers und des Papstes in Rom und im Kirchenstaat festsetzte. Als aber Ludwig der Fromme dem von seiner zweiten Gemahlin Judith geborenen Sohn Karl dem Kahlen im August 829 auf dem Reichstag zu Worms Alemannien zubestimmte, empörten sich die drei Söhne aus erster Ehe, Lothar, Pippin und Ludwig, gegen den Vater und setzten ihn 830 ab. Im Jahr 831 wurde Ludwig befreit, und Lothar verlor die Regentschaft.
Bei einer neuen Empörung 833 standen sich die Parteien Ende Juni auf dem Rotfeld bei Colmar gegenüber, bis Ludwig alle Unterstützung verlor und am 30. Juni gezwungen war, sich zu ergeben und faktisch abzudanken. Es folgte ein öffentliches Schuldbekenntnis und die Verbannung Judiths und ihres Sohnes Karl in ein Kloster. Das Colmarer Rotfeld wurde aufgrund der gebrochenen Eide bald als „Lügenfeld“ bezeichnet.
Lothar wähnte seine Herrschaft über das Gesamtreich gesichert, doch nun verbündeten sich seine Brüder mit Ludwig, ihrem abgesetzten Vater, und holten ihn auf den Thron zurück. Ludwig der Fromme wurde am 1. März 834 in Saint-Denis wieder eingesetzt, und Lothar, der nach Burgund geflohen war, musste sich im Juni 834 in Blois unterwerfen. Er behielt nur Italien als Unterkönigreich, das er ohne Zustimmung Ludwigs nicht mehr verlassen durfte.
Bei der neuen Teilung des Reichs nach Pippins Tod wurde Lothar wieder zu Gnaden angenommen und bekam außer Italien Austrasien ohne Bayern (Juni 839). Nach dem Tod des Vaters im Juni 840 beanspruchte Lothar die volle Anerkennung als Kaiser. Doch schlugen ihn Ludwig und Karl bei Fontenoy in Burgund am 25. Juni 841. Im Vertrag von Verdun vom 10. August 843 behielt Lothar außer der Kaiserwürde und Italien Burgund und die Länder zwischen Rhein, Maas und Schelde bis an die Nordsee mit den beiden Hauptstädten Rom und Aachen, das sogenannte „Mittelreich“.
Während Lothar zur Festigung seiner Macht in Aachen blieb, verwüsteten die Araber 848 seine italienischen Provinzen und plünderten die Normannen die Küsten der Nordsee. Der hohe Klerus errang eine selbstständige Stellung, und die großen Vasallen übten nach Lothars Vorbild Willkür und Gewaltherrschaft.
Bereits schwer erkrankt, teilte Lothar I. am 19. September 855 in der Teilung von Prüm sein Reich unter seine Söhne:
- Ludwig II. (825–875) erhielt die Kaiserwürde und Italien.
- Karl von der Provence († 863) erhielt die Provence und den zum Mittelreich gehörenden größeren Teil Burgunds (der kleinere Teil, die später Burgund genannte Region Frankreichs, war bereits seit 843 Teil des Westfrankenreiches).
- Lothar II. († 869) erhielt den nach ihm benannten Nordteil des Reiches, Lotharingien.

Nach der Abdankung zog sich Lothar I. in die Abtei Prüm in der Eifel zurück, wo er wenige Tage später, am 29. September 855, starb und bestattet wurde.

## Nachleben

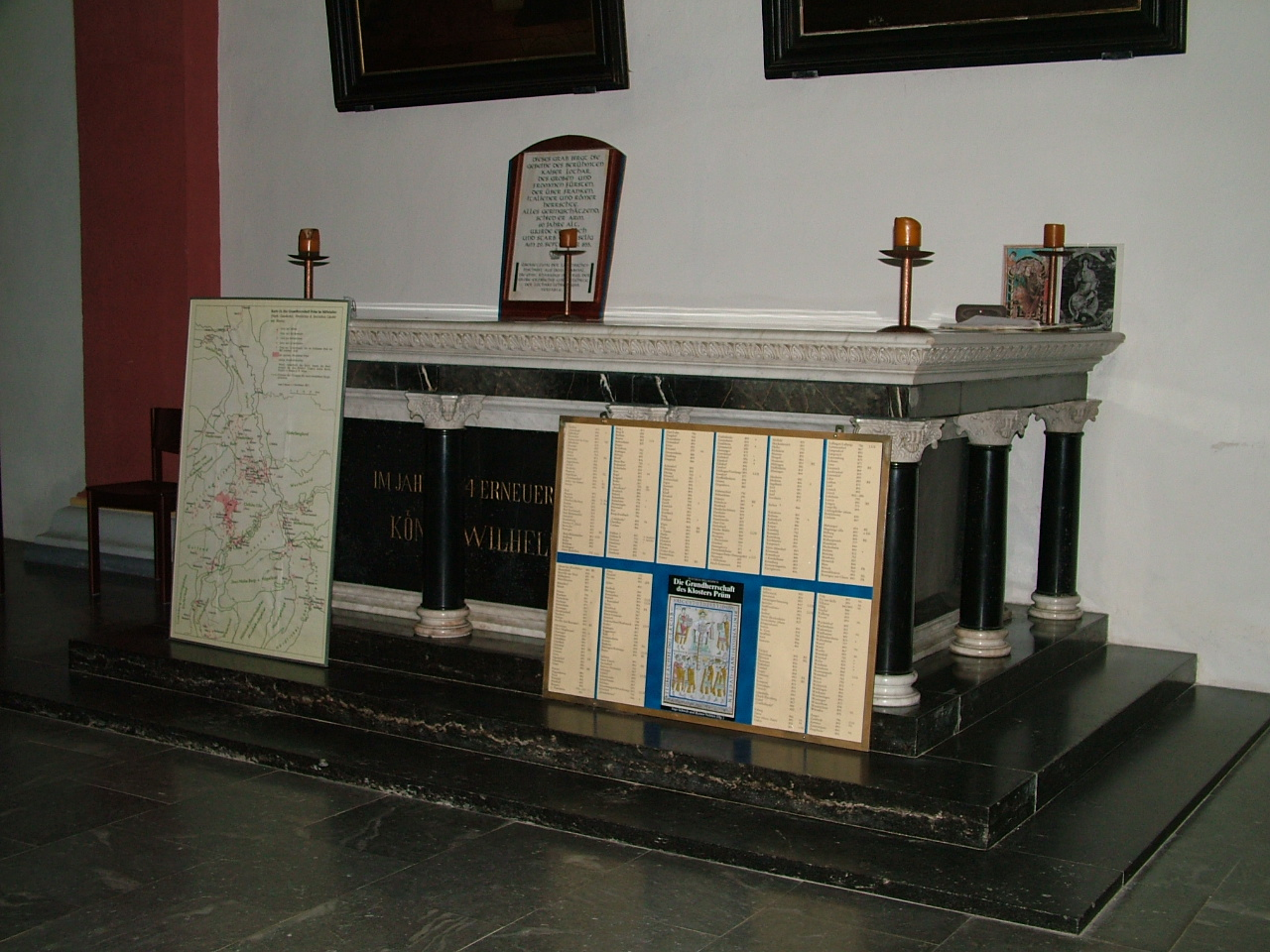
Hochgrab Kaiser Lothars I. in der Kirche der Abtei Prüm

Lothars Gebeine wurden 1721 beim Neubau der Abteikirche von Prüm in den neuen Hochaltar umgebettet und 1860 wiedergefunden. 1874 wurde mit finanzieller Unterstützung des deutschen Kaisers Wilhelm I. ein neues Grabmal geschaffen. In die Grabplatte wurde die Grabinschrift von Hrabanus Maurus gemeißelt:

“Continet hic tumulus memorandi Caesaris ossa, Hlotharii, magni principis atque pii. Qui Francis, Italis, Romanis praefuit ipsis, Omnia sed sprevit, pauper et hinc abiit. Nam bis tricenos monachus sic attigit annos, Et se mutavit, ac bene post obiit. III. Cal. Octob.”

„Es birgt dieses Grab die Gebeine des unvergesslichen Kaisers, Lothars, des großen und gottesfürchtigen Herrschers. Der über Franken, Italier, selbst Römer gebot. Verschmähte doch alles und ging dann als Armer hinweg. Als Mönch erreichte er ja gerade die Sechzig. Wandelte sich und schied danach selig dahin am 29. September [855].“

## Rezeption
In den erzählenden Quellen wird Lothar meist als von Ehrgeiz getrieben und ohne jegliche Staatsräson geschildert. Sein negativer Ruf wurde auch von zahlreichen Wissenschaftlern übernommen. Jedoch ist zu bedenken, dass die zeitgenössischen Hauptquellen allesamt aus dem Umfeld von Lothars Brüdern Karl und Ludwig stammen. Ein Geschichtswerk aus seinem eigenen Umfeld, worin er wahrscheinlich in einem positiveren Licht gesehen worden wäre, ist entweder nicht entstanden oder nicht überliefert.

## Nachkommen
Aus seiner Ehe mit Irmingard hatte Lothar neun Kinder:
- Ludwig II. (* wohl 825; † 875), Mitkaiser ⚭ Engelberga († 23. März 890 oder 891), Äbtissin von San Salvatore in Brescia
- Helletrud (Hiltrud) (* wohl 826; † nach 865/866) ⚭ Graf Berengar († vor 865/866)
- Bertha (* wohl 830; † nach 7. Mai 852, wohl 877), vor 847 Äbtissin von Avenay, vielleicht Äbtissin von Faremoutiers
- eine Tochter (vielleicht Ermengarde/Irmgard) (* wohl 826/830), 846 entführt ⚭ Giselbert, Graf im Maasgau (Reginare), 866 Graf im Lommegau, Ehe 849 anerkannt[3]
- Gisla (* wohl 830; † 860) 851–860 Äbtissin von San Salvatore in Brescia
- Lothar II. (* wohl 835; † 869) König von Lothringen ⚭ 855 Theutberga, Tochter des Grafen Boso von Arles (Bosoniden)
- Rotrud (getauft 835/840 in Pavia) ⚭ um 850/851 Lambert, Markgraf der Bretagne, Graf von Nantes (Widonen) († 1. Mai 852)
- Karl (* wohl 845; † 24. Januar 863 im Kloster St-Pierre-les-Nonnains, heute Lyon), König in Burgund
- Karlmann (* 853)